# Limnonectes coffeatus
Limnonectes coffeatus é uma espécie de anfíbio anuros da família Dicroglossidae. Está presente no Laos. A UICN classificou-a como quase ameaçada.